# Daniel Ona Ondo
Daniel Ona Ondo (Oyem, 10 luglio 1945) è un politico gabonese.
Membro del Partito Democratico Gabonese, dal gennaio 2014 al settembre 2016 ha ricoperto la carica di Primo ministro.